# Джон Стіллінґс
Джон Стіллінґс (англ. John Stillings, 23 липня 1955) — американський академічний веслувальник.
Срібний призер Олімпійських Ігор 1984 року в складі розпашної четвірки зі стерновим.